# 流 (遊戲)
《浮游世界》（flOw）起初为一款Flash游戏，而后迁移至PlayStation 4、PlayStation 3、PlayStation Vita和PSP平台。该游戏由陈星汉与Nicholas Clark共同开发制作。游戏源于陈星汉在南加州大学时期的一篇研究论文。目前这款游戏已经交由ThatGameCompany公司运作。

## 发布历史
- 《浮游世界》2006年4月14日，以Flash游戏方式进行首发，并大获好评。
- 2006年5月1日发布PlayStation 3平台版本，在PlayStation Store下载，并在两周内获得了350000的下载量。该版本由ThatGameCompany开发。
- 2007年开始提供PSP版本下载。
- 2010年2月13日起该游戏可免费下载。

## 游戏内容
游戏的以抽象的海洋生物为主角进行的单人游戏。游戏模拟了一个海洋，以一个单细胞有机体开始，从海洋表面不断的掠食，获得身体的增长，进而增加实力。
游戏的关卡有不同深度的海水表示，通过掠食特定的生物下潜至更深的海水，并于海底进行大关卡Boss对决，胜利则生物形式将进化，失败则将被赶回较为浅的水域。除非主角生物特定细胞被吃掉，否则不会死亡。但是在大量失去身体细胞后将会被赶回较浅水域。

### 物种
游戏开始以单细胞有机体的微生物开始，在获得晋级后将以更高级状态呈现，实力也将提升。每当通过大关卡后生物将进化，并重新于潜水开始，但是不再以单细胞形式呈现，而是以进化后物种的形式呈现。各等级物种以游戏关卡中不同水域的物种为基础。

## 衍生版本
由于最初版本为Flash版本（目前仍可在官方找到，并且官方有提供相关的源代码）所以形象设计较为的简化，主要以圆圈与线构成物种整体，整体的形象较为简单。PlayStation 3与PlayStation Portable版本相近，主要是在操作平台的不同。PlayStation 3版本中的生物设计较为的美观，相较Flash版本中生物形象复杂，而且动画效果也有增加。
在iPhone当中亦有相应游戏，但是由于版权等问题，游戏作者与版权所有人对簿公堂。
由于《浮游生物》的大获好评，并且有大量的粉丝，所以产生一部分的衍化版本，与延伸应用。曾经有日本玩家将《浮游生物》（PS3版本）改造成一款网页流量应用插件。该应用以网页浏览量为食物作为生物生长的基础进行。目前已经消亡，估计因为版权问题被删除。

## 相关内容
- 陈星汉
- 花 (游戏)
- 云 (游戏)